# Fernand Roucayrol
Fernand Roucayrol est un homme politique français né le 7 avril 1894 à Béziers et décédé le 8 mai 1988 à Anet.

## Biographie
Issu des classes moyennes (son père, employé de commerce, devient propriétaire et exploitant agricole), il mène des études brillantes qui, après l'interruption de la Première Guerre mondiale, où il est mobilisé comme sous-officier d'artillerie, le conduisent à une licence de droit. En 1921, il devient avocat, au barreau de Béziers.
Membre de la Section française de l'Internationale ouvrière à partir de 1922, il est élu conseiller municipal lors d'une partielle, deux ans plus tard, et réélu en 1929. Membre actif de la fédération socialiste de l'Hérault, il y défend les positions de Paul Faure, 
En 1933, il mène la bataille contre les tenants locaux de la ligne "néo-socialiste", Edouard Barthe, Jean Félix et Camille Reboul, qui sont exclus du parti. Roucayrol devient alors secrétaire de la fédération SFIO de l'Hérault. 
En 1936, il est élu député sous la bannière du Front populaire, battant, dans la deuxième circonscription de Béziers, le néo-socialiste sortant Jean Félix.
Tenant de la ligne "pacifiste", défendue par Paul Faure, il joue un rôle de plus en plus important au sein de la SFIO, et entre à la commission administrative permanente en 1938, lors du Congrès de Royan.
Dès juillet 1940, il s'inscrit dans la logique de la collaboration avec l'Allemagne nazie. Signataire, le 7 juillet, d'un appel de Gaston Bergery qui le rapproche de Xavier Vallat et Marcél Déat, il vote le 10 en faveur de la remise des pleins pouvoirs au Maréchal Pétain en juillet 1940.
Ensuite, tout en travaillant dans l'administration d'une entreprise industrielle à Paris, il participe à la collaboration journalistique, notamment à la France socialiste, journal collaborationniste dirigé par René Château ou L'Effort, dirigé par Charles Spinasse. Ces activités lui valent d'être exclu de la SFIO lorsque celle-ci se reconstitue, en 1944. Il participe alors à la création du Parti socialiste démocratique et du Rassemblement des gauches républicaines, coalition centriste influente sous la Quatrième République, mais ne retrouve pas de mandat politique national.
Il poursuit une carrière de journaliste économique et politique, au sein des journaux Ce Soir, L'Aurore et, plus occasionnellement, La Vie Française, Finances et Aux écoutes de la finances.
Il prend sa retraite en 1974 et meurt en 1988 en Eure-et-Loir

## Sources
- « Fernand Roucayrol », dans Adolphe Robert et Gaston Cougny, Dictionnaire des parlementaires français, Edgar Bourloton, 1889-1891 [détail de l’édition] [texte sur Sycomore]
- Olivier Wieviorka, Les orphelins de la République : destinées des députés et des sénateurs français, 1940-1945, Paris, Seuil, coll. « L'univers historique », 2015 (1re éd. 2001), 472 p. (ISBN 978-2-02-128374-7, présentation en ligne), [présentation en ligne].
- Édouard Barthe, Le combat d'un parlementaire, Éd. Singulières, 978-2-35478-005-0